# Arthur Rozier
Arthur Rozier, né le 17 mai 1870 à Romilly-sur-Seine (Aube) et mort le 4 janvier 1924 à Paris, est un syndicaliste, journaliste et homme politique français. 
Il est, en 1897 à 27 ans, le quatrième secrétaire général de la Fédération CGT des employés, jusqu'en 1909. Il meurt, à Paris, en 1924. Élu député pour la SFIO en 1906 et 1910. À nouveau élu député en 1919, mais cette fois contre un candidat de la SFIO, il est exclu de celle-ci. 

## Biographie

### Débuts dans le mouvement ouvrier
Né en 1870, c'est à Troyes qu'Arthur Rozier rejoint le mouvement ouvrier issu du congrès de Marseille. Il milite dans une Société antireligieuse et est associé à la vie d'une Bibliothèque populaire. Puis, il fonde un groupe de Jeunesse socialiste et est un des créateurs de La République sociale, qui paraît de 1887 à 1889. À partir de 1888, dans le Parti ouvrier de l'Aube, il est le proche lieutenant de Pédron, venu de Reims à Troyes. À ce moment, il est ouvrier chez Geoffroy-Damoiseau, grande usine du textile. Il en est expulsé à la suite de luttes corporatives et gagne Paris, mettant un terme à la parution de La République sociale.
À Paris, il réside passage Stinville dans le 12e arrondissement et collabore au Prolétaire, puis participe à la fondation de la revue La France socialiste. Bientôt, il gagne Blois pour assurer la direction du Progrès de Loir-et-Cher. Son impulsion va être décisive pour l'implantation du socialisme dans ce département. En septembre 1896, Arthur Rozier est délégué au VIIIe congrès national corporatif (2e de la CGT), à Tours. Il assistera encore au Xe congrès à Rennes en 1898, au XIIe congrès, en 1901 à Lyon, et au XIIIe congrès, en 1906 à Montpellier.

### Passage au socialisme possibiliste
Le Progrès du Loir-et-Cher incline vers le socialisme possibiliste. Rozier donne la même inclination à un groupe politique blésois, "L'Avant-garde", dont il prend la direction pour le rattacher à la Fédération des travailleurs socialistes de France (FTSF).En 1896, Rozier est élu conseiller municipal de Blois. Cette municipalité crée, notamment, une Bourse du travail. Quelques années plus tôt, en 1892, Rozier avait représenté la fédération du Loir-et-Cher au congrès de Tours, au cours duquel avait pris naissance la FTS de la région de l'Ouest. L'opinion de l'époque lui attribue un réveil de la question sociale, dont témoigne, notamment, la grève victorieuse des ouvriers chocolatiers de Blois. Cependant, découragé, Rozier quitte le Loir-et-Cher, cessant, du même coup, son aide à la propagande socialiste en Indre-et-Loire, où il était rédacteur à L'Éclaireur de l'Ouest, de Tours. 
De retour à Paris, il embauche dans une minoterie. En 1897, il devient le secrétaire générale de la Fédération nationale des Employés. Il entreprend pour celle-ci une tournée de conférences en France. 
En 1900, au congrès socialiste de Paris, salle Wagram, il représente la chambre syndicale des ouvriers grainetiers. En 1896, il avait posé sa candidature à une élection législative partielle dans la 4e circonscription de Saint-Denis. Quatre ans plus tard, lors du renouvellement de la Chambre des députés, il est le candidat de la FTSF, qu'il avait déjà représentée en 1891 au Congrès de Bruxelles de l'Internationale, dans la 2e circonscription du 19e arrondissement de Paris. Il va, d'ailleurs, s'attacher à ce coin populaire de Paris et, en 1900, dans le quartier Amérique, il est élu conseiller municipal. Quatre ans plus tard, comme candidat du Parti socialiste français (PSF), il est réélu devant le candidat du Parti socialiste de France. En 1905, l'unité socialiste réalisée, il devient membre du Parti socialiste SFIO.

### L'Union sacrée et l'après-guerre
Sous l'égide de son parti, Rozier est élu député en 1906 et 1910. Lorsque, plus tard, se produit dans le parti, le renversement de majorité au profit de la tendance pacifiste, il est un des éléments les plus combatifs de la minorité de droite. En juillet 1918, il lance La France libre. Par ailleurs, il fait partie des quarante élus socialistes qui protestent contre l'idée d'une conférence internationale socialiste à Stockholm. Son attitude est, sans conteste, en contradiction avec la nouvelle orientation du Parti socialiste. Résultat : les sections socialistes de la 3e circonscription de la Seine s'opposent à l'examen de sa candidature pour les élections législatives de 1919. Rozier se porte, alors, candidat contre la liste socialiste et est élu. La fédération de la Seine l'exclut. Il fait, en vain, appel de cette décision lors du congrès de Strasbourg, en 1920. Il devient à la même période membre fondateur du Parti socialiste français (PSF) avec Victor Dejeante, Arthur Levasseur et d'autres socialistes refusant de se fondre dans la SFIO.
Affilié à la Loge maçonnique Les travailleurs socialistes de France, dès sa création en 1903, Rozier y présente une conférence intitulée Socialisme et franc-maçonnerie. 
Une rue de Paris (19e arrondissement) porte le nom d'Arthur Rozier.

## Sources
- Dictionnaire biographique du mouvement ouvrier français, Les éditions de l'Atelier, 1997.
- « Arthur Rozier », dans le Dictionnaire des parlementaires français (1889-1940), sous la direction de Jean Jolly, PUF, 1960 [détail de l’édition]